# Ch'Ơm
Ch'Ơm là một xã thuộc huyện Tây Giang, tỉnh Quảng Nam, Việt Nam.
Xã Ch'ơm có diện tích 45,10 km², dân số năm 2019 là 1.636 người, mật độ dân số đạt 36 người/km².